# ويل ويلكوكس
ويل ويلكوكس (بالإنجليزية: Will Wilcox)‏ هو لاعب غولف أمريكي، ولد في 2 يونيو 1986 في برمنغهام في الولايات المتحدة.

## وصلات خارجية
- الموقع الرسمي
- ويل ويلكوكس على موقع رابطة لاعبي الغولف المحترفين (الإنجليزية)
- ويل ويلكوكس على موقع التصنيف العالمي الرسمي للغولف (الإنجليزية)